# 應該沒問題
「應該沒問題」（日语：たぶんオーライ）是SMAP的第15張單曲，於1994年12月21日由Victor Entertainment發行。

## 簡介
- 繼「Hey Hey 謝謝光臨」後SMAP第3次獲得Oricon單曲週榜第一位，亦是連續2張單曲獲得第一位。
- 「應該沒問題」其後收錄在1995年7月7日發售的《SMAP 007〜Gold Singer〜》（此為專輯版本）、1995年11月22日發售的《BOO》（混音版本）、1997年3月26日發售的《WOOL》（與《SMAP 007〜Gold Singer〜》收錄的版本相同）及2001年3月23日發售的《Smap Vest》。
- B面曲「坐在我的自行車後面」沒有收錄在任何專輯。

## 収録曲
1. たぶんオーライ
  - 作詞：小倉めぐみ / 作曲：庄野賢一 / 編曲：岩田雅之
2. 僕の自転車の後ろに乗りなよ
  - 作詞：相田毅 / 作曲・編曲：CHOKKAKU
3. たぶんオーライ （オリジナル・カラオケ）
4. 僕の自転車の後ろに乗りなよ （オリジナル・カラオケ）

## 相關連結
- 應該沒問題 （页面存档备份，存于） （Victor Entertainment）（日語）